# Елга (приток Тора)
Елга (баш. Йылға) — река в России, протекает по Ишимбайскому району Республики Башкортостан. Длина реки составляет 21 км.
Протекает с севера на юго-восток по территории Ишимбайского района. Устье реки находится в 40 км по правому берегу реки Тор.

## Данные водного реестра
По данным государственного водного реестра России относится к Камскому бассейновому округу, водохозяйственный участок реки — Белая от Юмагузинского гидроузла до города Салавата, без реки Нугуш (от истока до Нугушского гидроузла), речной подбассейн реки — Белая. Речной бассейн реки — Кама.
Код объекта в государственном водном реестре — 10010200412111100018084.